# Janus (groupe)
Pour les articles homonymes, voir Janus.
Janus est un groupe allemand de musique électronique, et projet musical de Dirk Riegert et Toby Hahn. Leur nom est emprunté au dieu à deux visages Janus de la mythologie romaine.

## Histoire

### Fondation et débuts
Depuis le début, Janus est composé de Dirk « Rig » Riegert, qui s'occupe des textes, des chants et des arrangements, et de Tobias « Toby » Hahn, qui est responsable du jeu de piano et de la programmation. Hahn possède également le studio maison Nachtschicht, dans lequel sont produits des albums d'autres artistes, dont Sopor Æternus and the Ensemble of Shadows, Samsas Traum, L'Âme Immortelle, et Persephone.
Les deux membres du groupe ne sont pas musiciens à plein temps. Alors que Hahn agit d'abord comme producteur dans son activité principale, restant ainsi proche du métier de musicien, Riegert travaille comme game designer, par exemple sur Anno 2070. Plus tard, Hahn est entre-temps directeur de l'entreprise familiale Glasbau Hahn..
Hahn et Riegert font leurs premiers pas musicaux ensemble en 1993 et enregistrent peu après, sous le nom de groupe Rorschach, leur première bande démo Liebeslieder, qui n'est jamais publiée. L'année de fondation de Janus est 1995, année au cours de laquelle la deuxième bande démo Schlafende Hunde est achevée. La version démo du premier album Vater suit en 1997, mais les chansons étaient encore très différentes de celles de l'album sorti par la suite.
Le premier album Vater sort dans sa version officielle en septembre 1998 et est accueilli de manière très positive par la presse spécialisée de la scène dark alternative, le magazine Orkus l'ayant élu disque du mois. L'ensemble cohérent de la musique, des textes et de l'artwork avait déjà attiré une attention particulière à l'époque.
En octobre 2000, le deuxième album, Schlafende Hunde, reprend les morceaux du deuxième CD démo. Il s'agit d'un album-concept sur lequel une histoire cohérente est racontée dans un ordre chronologique décalé. Au préalable, l'album fait l'objet d'une page d'accueil sur Internet, qui présentait également les personnages de l'histoire. Avec la sortie de l'EP Hundstage en février 2001, l'histoire est complétée par trois chapitres supplémentaires.
Après avoir joué plusieurs fois sporadiquement en live, Janus part en tournée pour la première fois en février 2001. Lors de cette tournée, ils donnent 15 concerts en deux semaines et demie en Allemagne, en Autriche, aux Pays-Bas, en Belgique et en Suisse, en compagnie des groupes L'Âme Immortelle, Flesh Field et Schwarz, sous le nom de Nights of Storm and Silence. Ce devait être la seule tournée dans ce format habituel pour la plupart des groupes,.
Janus offre une expérience de concert exceptionnelle lors du Winterreise en mars 2002, où ils étaient accompagnés par Persephone. Dans l'ambiance festive de salles de concert remplies de sièges, ils ont interprété des morceaux de leurs deux premiers albums, de nouvelles compositions ainsi que des reprises dans un cadre de musique de chambre, de manière purement acoustique, avec un piano de concert et un soutien de cordes et de percussions. Les six concerts ont lieu entre autres au château de Kriebstein, à la citadelle de Spandau et au musée des icônes de Francfort-sur-le-Main. Parallèlement au Winterreise, le CD homonyme, composé de cinq titres, est publié et ne peut être acheté que lors des concerts.
Après une pause de deux ans, le troisième album, Auferstehung, sort en mars 2004. Pour la première fois, il y a une première édition limitée qui contenait, en plus de l'album, l'album-concept Kleine Ängste sur un CD bonus. Les chansons de cet album racontent une histoire en soi, basée sur le jeu narratif homonyme de la maison Feder und Schwert. Un livre audio, également intitulé Kleine Ängste, est également publié et était disponible uniquement sur le site Internet de Janus. Chaque chanson de l'album-concept était accompagnée d'un chapitre correspondant, interprété par le comédien de la pièce radiophonique Reinhard Schulat.
L'album suivant, Nachtmahr, sorti en novembre 2005, était stylistiquement très opposé à ses prédécesseurs. Les morceaux sont tous composés au piano, et l'album a donc presque entièrement renoncé aux guitares et aux percussions rock. L'album a ainsi un son plutôt orchestral, symphonique et de musique de chambre. Nachtmahr sort en édition limitée avec le livre audio Die Alpträume des Herrn Riegert (à nouveau interprété par Reinhard Schulat) sur un CD bonus,.
Après le succès du premier Winterreise, il était évident que cette expérience de concert intense et authentique devait être renouvelée. Immédiatement après la sortie de leur dernier album fin 2005, Janus donne neuf autres concerts dans le style d'un récital classique, sans technique ni microphone. En plus des lieux déjà connus, ils se  produisent dans de nouveaux endroits comme le château d'Engers et le château de Höchstädt.
Entre 2007 et 2011, Janus ne donné quasiment aucune nouvelle : ni l'annonce d'une dissolution du groupe, ni des informations sur la réédition prévue de l'album Schlafende Hunde. En mai 2011, une interview est publiée, dans laquelle le groupe confirme d'une part la poursuite du projet, et tempère d'autre part l'espoir de nouvelles publications dans un avenir proche.

### Après la pause
En 2012, l'album live Auf Winterreise est la première nouvelle publication depuis 2005. Le double CD contient des enregistrements live des représentations au château de Kriebstein en 2005 dans le cadre du deuxième Winterreise. L'album est publié dans une version régulière ainsi que dans une version limitée et numérotée à la main. En mai 2013, Janus annonce que le travail sur Schlafende Hunde Deluxe avait repris et que l'album serait disponible au quatrième trimestre 2013. L'album 4 CD relié en toile sort le 1er juillet 2014.
En octobre 2019, Janus annonce que l'œuvre All die Geister serait à nouveau reportée et que l'album Terror serait publié en premier. L'album consiste en un morceau de plus d'une demi-heure dont le contenu porte sur l'expédition Franklin, qui débute en 1845. Rerror sort le 12 mars 2021 en version numérique ainsi qu'en différentes éditions limitées, dont pour la première fois en vinyle.

## Discographie

### Albums studio
- 1998 : Vater (Nova Tekk)
- 2000 : Schlafende Hunde (Trisol)
- 2004 : Auferstehung (Trisol)
- 2005 : Nachtmahr und Die Alpträume des Herrn Riegert (Trisol)
- 2006 : Vater Deluxe (réédition de Vater avec en titre bonus Isaak Maxi)
- 2014 : Schlafende Hunde Deluxe
- 2017 : Auferstehung
- 2017 : Ein schwacher Trost
- 2021 : Terror

### EP et singles
- 1999 : Isaak (MCD ; Nova Tekk)
- 2001 : Hundstage (Richterskala)
- 2002 : Winterreise
- 2004 : Auferstehung
- 2004 : Kleine Ängste
- 2017 : Kleine Ängste Deluxe
- 2019 : Totes Land
- 2020 : Abglanz
- 2020 : Der lange Weg zurück (single)
- 2020 : Unverwundbar (single)

### Démos
- 19?? : Liebeslieder
- 1995 : Schlafende Hunde
- 1997 : Vater Demo
- 2020 : Vater (DEMO)

### DVD
- 2005 : Live Bootleg DVD
- 2015 : Ein Aufstand alter Männer – Live Box

### Albums live
- 2012 : Janus auf Winterreise (double album live)